# Joachim Halupczok

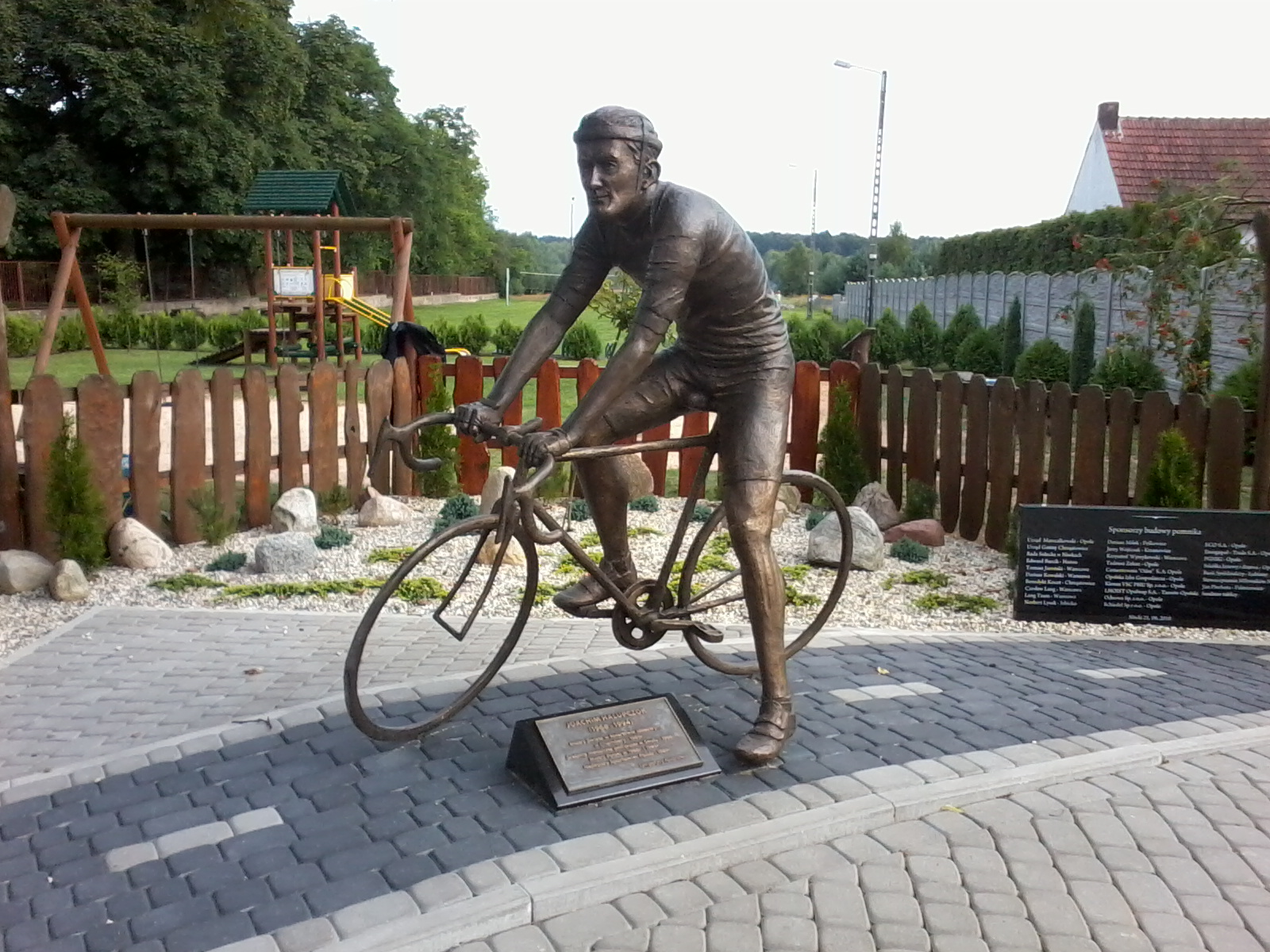
Denkmal für Joachim Halupczok in Tempelhof (Niwki)

Joachim Halupczok (* 3. Juni 1968 in Ozimek oder Tempelhof (Niwki); † 5. Februar 1994 in Opole) war ein polnischer Radrennfahrer.

## Sportliche Laufbahn
Halupczok fing mit dem Radsport beim Radsportverein LKS Ziemia Opolska an. In den Nachwuchskategorien dominierte er in ganz Polen. Sein erster größerer Erfolg war der Sieg im Etappenrennen Dusika-Tour 1986, der bedeutendsten Etappenfahrt für Junioren in Österreich.
Halupczok gewann 1987 drei Goldmedaillen bei den polnischen Radmeisterschaften. Er siegte nicht nur im Straßenrennen, sondern auch auf der Bahn und im Querfeldein-Rennen.
Bei den Olympischen Sommerspielen 1988 gewann Halupczok mit dem polnischen Team im Mannschaftszeitfahren eine Silbermedaille. 1989 gewann er den Gran Premio della Liberazione und wurde polnischer Meister im Straßenrennen. Bei den anschließenden Radweltmeisterschaften in Chambéry gewann er die Silbermedaille im Mannschaftszeitfahren und wurde Amateurweltmeister im  Einzelrennen. Zweimal bestritt er die Internationale Friedensfahrt, 1988 belegte er den 6. Platz und 1989 den 4. Rang der Gesamtwertung. 1989 gewann er die Sonderwertung für den besten Nachwuchsfahrer.
Halupczok verließ 1990 die Amateurszene und unterschrieb seinen ersten Profivertrag beim Radsportteam Diana-Colnago-Animex. Es folgten weitere Teams: Del Tongo-Animex und GB-MG Boys. 
1990 wurden bei Halupczok während einer der Routineuntersuchungen Herzarrhythmie festgestellt. Die ganze Saison 1991 verbrachte Halupczok daraufhin im Bett. Anfang 1992 durfte er wieder Rad fahren, im April war er noch auf den Strecken Spaniens unterwegs (Vuelta a España) und wurde Fünfter beim Grand Prix Midi Libre.
Aber das Herzproblem verschlechterte sich und Halupczok war gezwungen zurückzutreten. In Łódź unterzog er sich einer speziellen medizinischen Behandlung und bekam die Erlaubnis, in Maßen Sport zu treiben. Ein Jahr vor seinem Tod machte Halupczok bei einem Fußballturnier mit. Ein Ball, der ihn auf den Brustkorb traf, versetzte ihn in Ohnmacht. Die nachfolgende Diagnose lautete: Chronische Entzündung des Herzmuskels (Myokarditis).
In der zweiten Hälfte der 1990er Jahre erschien in Belgien und Frankreich eine Anzahl von Büchern, in denen Vermutungen angestellt wurden, denen zufolge Halupczoks Tod mit Doping in Verbindung gebracht wurde. Dies streiten jedoch die Freunde und Mitstreiter Halupczoks vehement ab.
Halupczok war verheiratet und hinterließ zwei Kinder. Er wurde in Osowiec Śląski beerdigt.

## Ehrungen
Seit 1994 ist die höchste Bergwertung bei der Tour de Pologne dem „Achim“, wie Halupczok in der deutschsprachigen Oppeln-Region genannt wurde, gewidmet.